# Goenega
Goenega est une localité située dans le département de Barsalogho de la province du Sanmatenga dans la région Centre-Nord au Burkina Faso.

## Géographie
Constitué de centres d'habitations dispersés, le village Goenega se situe à 2 km à l'est de Yantéga, à 20 km au nord-est de Barsalogho, le chef-lieu du département, à environ 25 km au sud-ouest de Pensa et à environ 70 km au nord-est de Kaya.

## Histoire
À la fin des années 2010, toute la zone nord du département de Barsalogho connaît des attaques terroristes djihadistes entrainant des déplacements massifs de milliers de déplacés internes qui quittent les villages isolés. Ainsi, le village de Goenega a son école incendiée le 8 juillet 2019 sans faire de victime. Le 6 juillet 2020, le maire de Pensa, Souleiman Zabré, est enlevé sur la route à Yantéga, malgré la présence d'une escorte qui l'accompagnait vers Kaya, par un groupe d'hommes armés venant de la forêt de Goenega voisine et est retrouvé assassiné.

## Économie
L'économie du village repose essentiellement sur l'agro-pastoralisme. 

## Éducation et santé
Le centre de soins le plus proche de Goenega est le centre médical avec antenne chirurgicale (CMA) de Barsalogho tandis que le centre hospitalier régional (CHR) se trouve à Kaya.
Le village possède une école primaire publique.